# Trygve Haavelmo
Trygve Magnus Haavelmo (13 tháng 12 năm 1911 – 28 tháng 7 năm 1999), sinh tại Skedsmo, Na Uy, là một nhà kinh tế học có ảnh hưởng với nghiên cứu chính tập trung vào các lĩnh vực kinh tế lượng và lý thuyết kinh tế. Ông nhận bằng kinh tế tại Đại học Oslo năm 1930 và gia nhập Viện Kinh tế từ lời giới thiệu của Ragnar Frisch. Haavelmo làm trợ lý Frisch một khoảng thời gian cho đến khi ông được bổ nhiệm là người đứng đầu ngành tính toán cho viện. Năm 1936, Haavelmo nghiên cứu thống kê tại Đại học London và tiếp tục tới Berlin, Geneva, và Oxford cho các nghiên cứu bổ sung. Trygve Haavelmo được mời tới giảng dạy tại Đại học Aarhus năm 1938 trong 1 năm và sau đó ông được nhận học bổng du học tại Hoa Kỳ. Trong Thế chiến II ông làm việc tại Nortraship tại Sở thống kê thành phố New York. Ông nhận bằng tiến sĩ vào năm 1946 nhờ đề tài Phương pháp xác suất trong Kinh tế.
Ông là giáo sư kinh tế và thống kê tại Đại học Oslo giai đoạn 1948–79 và là trưởng khoa thương mại giai đoạn 1947–48. Haavelmo đạt được một vị trí nổi bật trong kinh tế học hiện đại thông qua phê bình logic của ông về một loạt các quan niêm jtuyf chỉnh trong phân tích toán học.
Năm 1989, Haavelmo đã được trao giải Nobel Kinh tế cho "sự làm sáng tỏ của ông về những nền tảng lý thuyết xác suất trong kinh tế lượng và các phân tích của ông về những cấu trúc kinh tế đồng thời."
Haavelmo qua đời vào ngày 28 tháng 7 năm 1999 tại Oslo.